# Kypello Kyprou 1945-1946
La Kypello Kyprou 1945-1946 fu la 9ª edizione della coppa nazionale cipriota. Vide la vittoria finale dell'EPA Larnaca, giunto al suo secondo titolo.

## Formula
Presero parta alla manifestazione tutte le sei squadre di A' Katīgoria: il torneo prevedeva tre turni: quarti, semifinali e finale entrambe di sola andata; la squadra di casa era scelta per sorteggio, così come per sorteggio furono scelte le due squadre ammesse direttamente alle semifinali. Se una partita veniva pareggiata, si andava i tempi supplementari: in caso di ulteriore pareggio, era prevista la ripetizione sul campo della squadra che era in trasferta.

## Tabellone
|  | Quarti di finale    | Quarti di finale    | Quarti di finale    |                     |             | Semifinali  | Semifinali | Semifinali |  |  | Finale | Finale | Finale |  |
|  |                     |                     |                     |                     |             |             |            |            |  |  |        |        |        |  |
|  | EPA Larnaca         | EPA Larnaca         | bye                 |                     |             |             |            |            |  |  |        |        |        |  |
|  | EPA Larnaca         | EPA Larnaca         | bye                 |                     |             |             |            |            |  |  |        |        |        |  |
|  |                     |                     |                     |                     |             |             |            |            |  |  |        |        |        |  |
|  |                     | EPA Larnaca         | EPA Larnaca         | 4                   |             |             |            |            |  |  |        |        |        |  |
|  |                     |                     |                     | 4                   |             |             |            |            |  |  |        |        |        |  |
|  |                     |                     | Pezoporikos Larnaca | Pezoporikos Larnaca | 0           |             |            |            |  |  |        |        |        |  |
|  | AEL Limassol        | AEL Limassol        | Pezoporikos Larnaca | Pezoporikos Larnaca | 0           | 5           |            |            |  |  |        |        |        |  |
|  | AEL Limassol        | AEL Limassol        |                     |                     |             |             |            |            |  |  |        |        |        |  |
|  | Pezoporikos Larnaca | Pezoporikos Larnaca | 6                   |                     |             |             |            |            |  |  |        |        |        |  |
|  | Pezoporikos Larnaca | Pezoporikos Larnaca | 6                   |                     | EPA Larnaca | EPA Larnaca | 2          |            |  |  |        |        |        |  |
|  |                     |                     |                     |                     |             |             |            |            |  |  |        |        |        |  |
|  |                     |                     | APOEL               | APOEL               | 1           |             |            |            |  |  |        |        |        |  |
|  | APOEL               | APOEL               | APOEL               | APOEL               | 1           | 9           |            |            |  |  |        |        |        |  |
|  | APOEL               | APOEL               |                     |                     |             |             |            |            |  |  |        |        |        |  |
|  | Lefkoşa Türk        | Lefkoşa Türk        | 0                   |                     |             |             |            |            |  |  |        |        |        |  |
|  | Lefkoşa Türk        | Lefkoşa Türk        | 0                   |                     | APOEL       | APOEL       | 2          |            |  |  |        |        |        |  |
|  |                     |                     |                     |                     | APOEL       | APOEL       | 2          |            |  |  |        |        |        |  |
|  |                     |                     | Olympiakos Nicosia  | Olympiakos Nicosia  | 1           |             |            |            |  |  |        |        |        |  |
|  | Olympiakos Nicosia  | Olympiakos Nicosia  | Olympiakos Nicosia  | Olympiakos Nicosia  | 1           | bye         |            |            |  |  |        |        |        |  |
|  | Olympiakos Nicosia  | Olympiakos Nicosia  |                     |                     |             |             |            |            |  |  |        |        |        |  |
|  |                     |                     |                     |                     |             |             |            |            |  |  |        |        |        |  |

## Quarti di finale
Le partite sono state giocate il 3 febbraio 1946.
| Squadra 1          | Risultato | Squadra 2           |
| ------------------ | --------- | ------------------- |
| AEL Limassol       | 5 - 6     | Pezoporikos Larnaca |
| APOEL              | 9 - 0     | Lefkoşa Türk        |
| EPA Larnaca        | Bye       |                     |
| Olympiakos Nicosia | Bye       |                     |

## Semifinali
| Squadra 1   | Risultato | Squadra 2           |
| ----------- | --------- | ------------------- |
| APOEL       | 4 - 0     | Olympiakos Nicosia  |
| EPA Larnaca | 2 - 1     | Pezoporikos Larnaca |

## Finale
| Arbitro: | Spyros Elia |

|                                                                   |           |                            |
| Andreas Georgiades 10’ Andreas Georgiades 47’ Dikran Misirian 68’ | Marcatori | 1’ Takis Sokratous (Zetas) |